# Список легіонерів «Шахтаря» (Донецьк)
У статті представлені всі іноземні футболісти, які виступали за футбольний клуб «Шахтар» (Донецьк). У таблиці враховані матчі та голи в чемпіонаті України.

### ARM

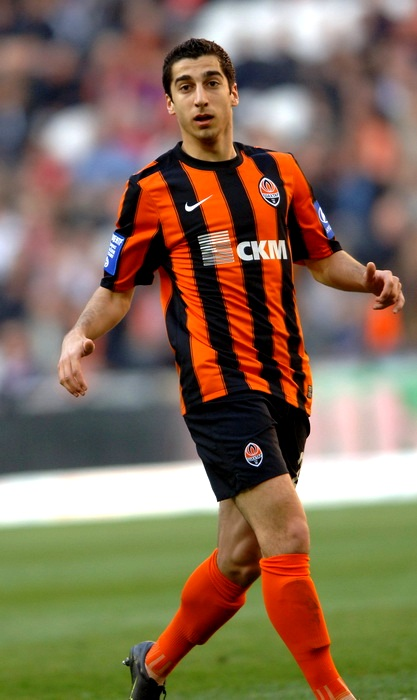
Генріх Мхітарян

### POL

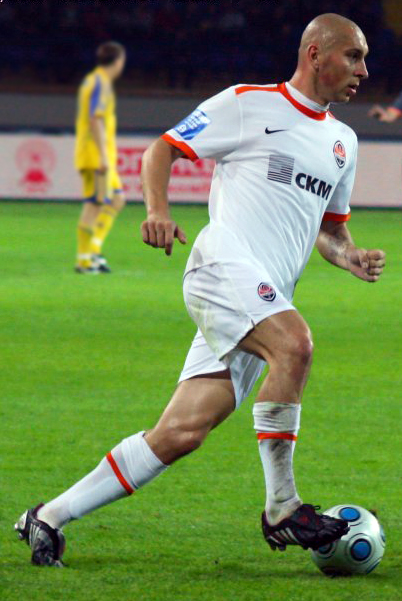
Маріуш Левандовський

### ROU

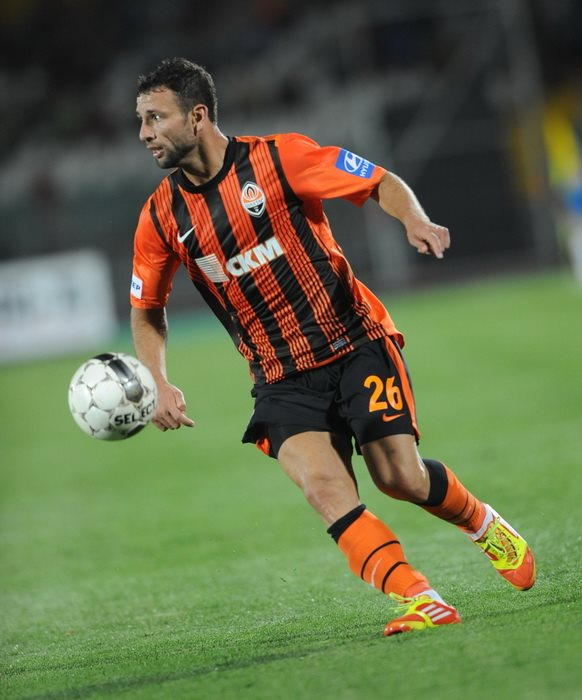
Резван Рац

### SRB

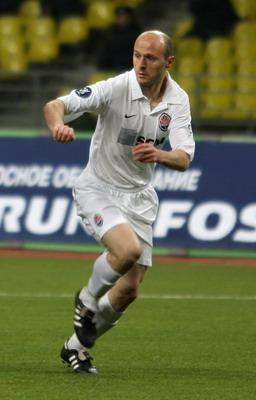
Ігор Дуляй

### CRO

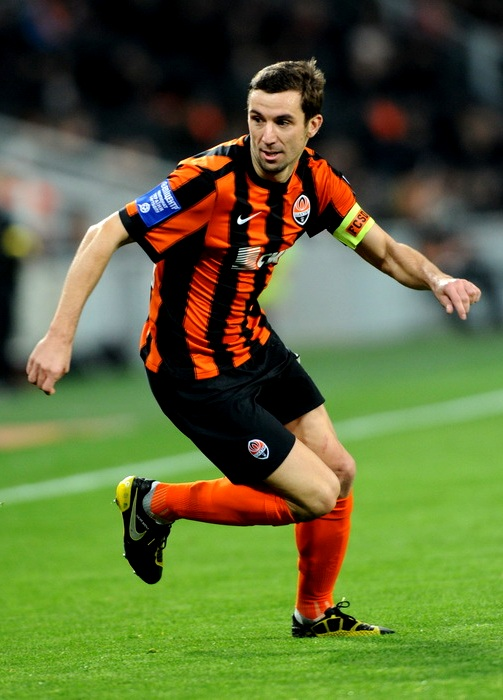
Дарійо Срна

### NGR

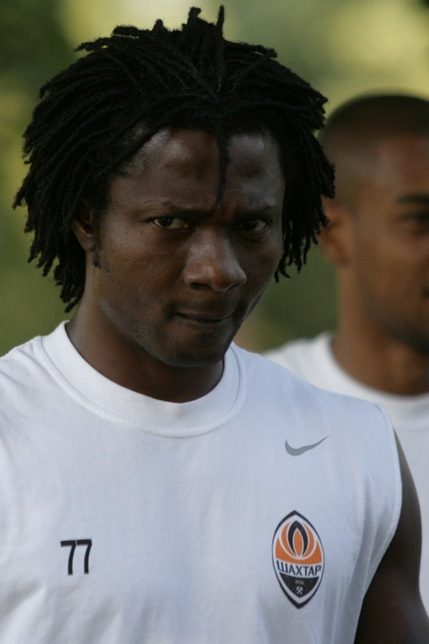
Джуліус Агахова

### BRA

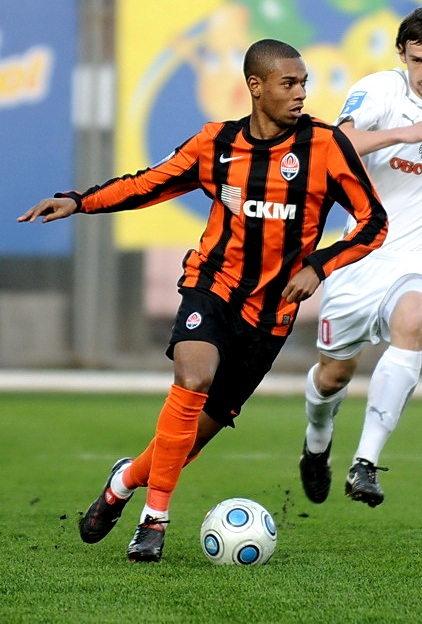
Фернандінью

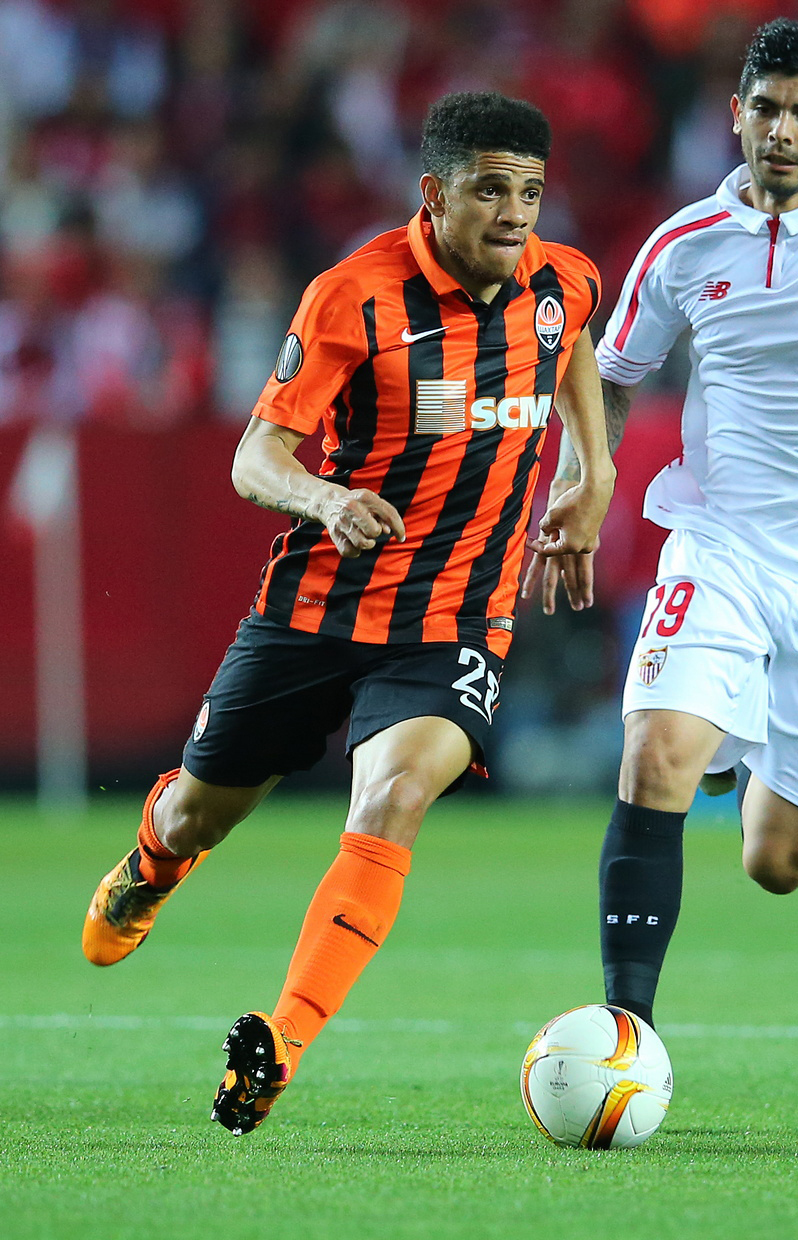
Тайсон

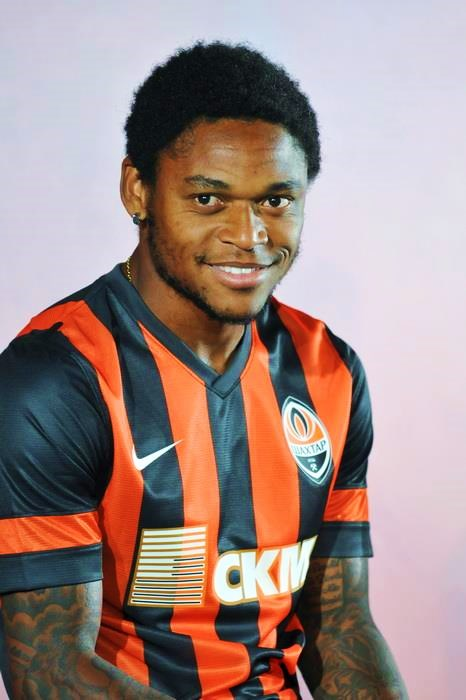
Луїс Адріану

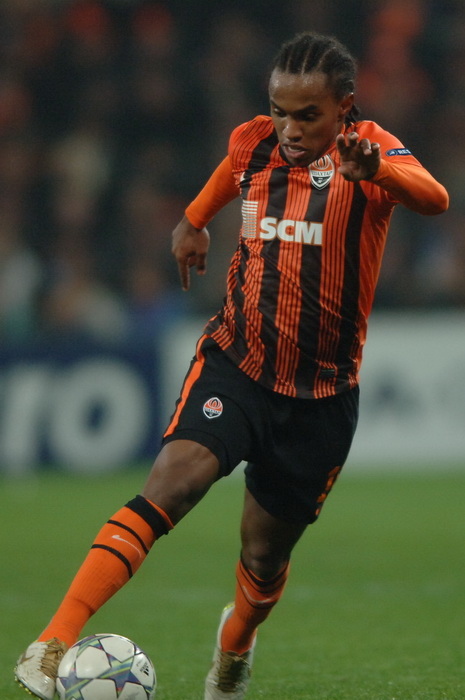
Вілліан

## Європа

### Білорусь
| Ім'я            | Позиція     | Період    | Попередній клуб       | Наступний клуб | Теперішній клуб  | Матчі (Голи) |
| --------------- | ----------- | --------- | --------------------- | -------------- | ---------------- | ------------ |
| Сергій Яскович  | захисник    | 1997—1999 | / «Динамо» (Мінськ)   | «Анжи»         | Завершив кар'єру | 5 (0)        |
| Тимофій Калачов | півзахисник | 2004      | «Шахтар» (Солігорськ) | «Хімки»        | Завершив кар'єру | 2 (0)        |
| Ілля Василевич  | нападник    | 2018—2019 | «Барановичі»          | БАТЕ           | «Торпедо-БелАЗ»  | 0 (0)        |

### Болгарія
| Ім'я          | Позиція  | Період    | Попередній клуб | Наступний клуб  | Теперішній клуб  | УПЛ    | КУ    | ЄК    | ІТ    | Загалом |
| ------------- | -------- | --------- | --------------- | --------------- | ---------------- | ------ | ----- | ----- | ----- | ------- |
| Предраг Пажин | захисник | 2003—2005 | «Бейцзін Гоань» | «Шаньдун Лунен» | Завершив кар'єру | 22 (1) | 2 (0) | 5 (0) | 0 (0) | 27 (1)  |

### Вірменія
| Ім'я            | Позиція     | Період    | Попередній клуб      | Наступний клуб        | Теперішній клуб | УПЛ     | КУ     | ЄК     | ІТ    | Загалом  |
| --------------- | ----------- | --------- | -------------------- | --------------------- | --------------- | ------- | ------ | ------ | ----- | -------- |
| Генріх Мхітарян | півзахисник | 2010—2013 | «Металург» (Донецьк) | «Боруссія» (Дортмунд) | «Інтер»         | 72 (38) | 11 (4) | 21 (2) | 2 (0) | 106 (44) |

### Грузія
| Ім'я                | Позиція     | Період    | Попередній клуб       | Наступний клуб     | Теперішній клуб  | УПЛ     | КУ    | ЄК     | ІТ    | Загалом |
| ------------------- | ----------- | --------- | --------------------- | ------------------ | ---------------- | ------- | ----- | ------ | ----- | ------- |
| Давид Хочолава      | захисник    | 2017—2021 | «Чорноморець»         | «Копенгаген»       | Завершив кар'єру | 56 (3)  | 9 (0) | 17 (0) | 1 (0) | 83 (3)  |
| Михайло Поцхверія   | нападник    | 1998—2001 | «Вердер II»           | «Аланія»           | Завершив кар'єру | 44 (13) | ?     | 9 (1)  | ?     | 53 (14) |
| Георгій Чіхрадзе    | захисник    | 1995—1997 | «Темп» (Шепетівка)    | «Динамо» (Тбілісі) | Завершив кар'єру | 37 (1)  | ?     | 5 (0)  | ?     | 42 (1)  |
| Гіоргі Арабідзе     | нападник    | 2015—2018 | «Локомотив» (Тбілісі) | «Насіунал»         | «Ульсан Хьонде»  | 3 (0)   | 1 (0) | 0 (0)  | 0 (0) | 4 (0)   |
| Георгій Цимакурідзе | захисник    | 2002—2003 | «Сталь» (Алчевськ)    | «Сталь» (Алчевськ) | Завершив кар'єру | 0 (0)   | 2 (0) | 0 (0)  | 0 (0) | 2 (0)   |
| Юрій Габіскірія     | нападник    | 1995      | «Темп» (Шепетівка)    | «Темп» (Шепетівка) | Завершив кар'єру | 1 (0)   | 0 (0) | 0 (0)  | 0 (0) | 1 (0)   |
| Торніке Окріашвілі  | півзахисник | 2010—2014 | «Гагра»               | «Генк»             | без клубу        | 0 (0)   | 0 (0) | 0 (0)  | 0 (0) | 0 (0)   |
| Давид Таргамадзе    | півзахисник | 2012—2016 | «Олександрія»         | «Сабуртало»        | Завершив кар'єру | 0 (0)   | 0 (0) | 0 (0)  | 0 (0) | 0 (0)   |

### Ізраїль
| Ім'я          | Позиція     | Період    | Попередній клуб         | Наступний клуб      | Теперішній клуб     | УПЛ     | КУ    | ЄК     | ІТ    | Загалом  |
| ------------- | ----------- | --------- | ----------------------- | ------------------- | ------------------- | ------- | ----- | ------ | ----- | -------- |
| Манор Соломон | півзахисник | 2019—2023 | «Маккабі» (Петах-Тіква) | «Тоттенгем Готспур» | «Тоттенгем Готспур» | 70 (16) | 5 (1) | 28 (5) | 3 (0) | 106 (22) |

### Італія
| Ім'я                | Позиція  | Період    | Попередній клуб | Наступний клуб | Теперішній клуб  | УПЛ    | КУ    | ЄК    | ІТ    | Загалом |
| ------------------- | -------- | --------- | --------------- | -------------- | ---------------- | ------ | ----- | ----- | ----- | ------- |
| Крістіано Лукареллі | нападник | 2007—2008 | «Ліворно»       | «Парма»        | Завершив кар'єру | 12 (4) | 0 (0) | 9 (4) | 0 (0) | 21 (8)  |

### Казахстан
| Ім'я            | Позиція     | Період    | Попередній клуб | Наступний клуб       | Теперішній клуб  | УПЛ    | КУ    | ЄК     | ІТ    | Загалом |
| --------------- | ----------- | --------- | --------------- | -------------------- | ---------------- | ------ | ----- | ------ | ----- | ------- |
| Віталій Абрамов | півзахисник | 1999—2003 | «Ротор»         | «Волгар-Газпром»     | Завершив кар'єру | 29 (2) | ?     | 11 (0) | 0 (0) | 40 (2)  |
| Сергій Жуненко  | півзахисник | 1997—1999 | «Ротор»         | «Металург» (Донецьк) | Завершив кар'єру | 14 (0) | 5 (0) | 0 (0)  | 0 (0) | 19 (0)  |

### Латвія
| Ім'я             | Позиція     | Період    | Попередній клуб | Наступний клуб | Теперішній клуб  | УПЛ     | КУ | ЄК    | ІТ | Загалом |
| ---------------- | ----------- | --------- | --------------- | -------------- | ---------------- | ------- | -- | ----- | -- | ------- |
| Андрейс Штолцерс | півзахисник | 1997—2000 | «Сконто»        | «Спартак»      | Завершив кар'єру | 49 (14) | ?  | 6 (3) | ?  | 55 (17) |

### Литва
| Ім'я             | Позиція  | Період    | Попередній клуб | Наступний клуб | Теперішній клуб  | УПЛ    | КУ | ЄК     | ІТ | Загалом |
| ---------------- | -------- | --------- | --------------- | -------------- | ---------------- | ------ | -- | ------ | -- | ------- |
| Дайнюс Глевецкас | захисник | 1999—2003 | «Екранас»       | «Іллічівець»   | Завершив кар'єру | 64 (2) | ?  | 15 (1) | ?  | 79 (3)  |

### Північна Македонія
| Ім'я         | Позиція  | Період    | Попередній клуб | Наступний клуб       | Теперішній клуб  | УПЛ   | КУ | ЄК    | ІТ | Загалом |
| ------------ | -------- | --------- | --------------- | -------------------- | ---------------- | ----- | -- | ----- | -- | ------- |
| Ігор Гюзелов | захисник | 2001—2002 | «Хайдук»        | «Металург» (Донецьк) | Завершив кар'єру | 2 (0) | ?  | 1 (0) | ?  | 3 (0)   |

### Польща
| Ім'я                 | Позиція  | Період    | Попередній клуб | Наступний клуб | Теперішній клуб  | УПЛ      | КУ     | ЄК     | ІТ    | Загалом  |
| -------------------- | -------- | --------- | --------------- | -------------- | ---------------- | -------- | ------ | ------ | ----- | -------- |
| Маріуш Левандовський | захисник | 2001—2010 | «Дискоболія»    | «Севастополь»  | Завершив кар'єру | 174 (21) | 38 (7) | 62 (2) | 1 (0) | 275 (30) |
| Войцех Ковалевський  | воротар  | 2002—2003 | «Легія»         | «Спартак»      | Завершив кар'єру | 19 (0)   | ?      | ?      | ?     | 19 (0)   |

### Росія
| Ім'я              | Позиція     | Період    | Попередній клуб | Наступний клуб | Теперішній клуб  | Матчі (Голи) |
| ----------------- | ----------- | --------- | --------------- | -------------- | ---------------- | ------------ |
| Андрій Федьков    | нападник    | 1995—1996 | «Кремінь»       | «Кремінь»      | Завершив кар'єру | 16 (4)       |
| Олександр Шмарко  | захисник    | 2000—2001 | «Ротор»         | «Ростсельмаш»  | Завершив кар'єру | 12 (0)       |
| Ігор Стрєлков     | нападник    | 1995—1996 | «Лада»          | «Анжи»         | Завершив кар'єру | 4 (1)        |
| Роман Ємельянов   | півзахисник | 2010—2014 | «Тольятті»      | «Урал»         | «СКА-Хабаровськ» | 1 (0)        |
| Олексій Ботвіньєв | воротар     | 1999—2006 | «Коломна»       | «Сатурн»       | Завершив кар'єру | 0 (0)        |
| Роман Адамов      | нападник    | 2000—2001 | «Олімпія»       | «Ростов»       | Завершив кар'єру | 0 (0)        |

### Румунія
| Ім'я            | Позиція     | Період    | Попередній клуб     | Наступний клуб            | Теперішній клуб  | Матчі (Голи) |
| --------------- | ----------- | --------- | ------------------- | ------------------------- | ---------------- | ------------ |
| Резван Рац      | захисник    | 2003—2013 | «Рапід»             | «Вест Гем Юнайтед»        | Завершив кар'єру | 174 (6)      |
| Чипріан Маріка  | нападник    | 2004—2007 | «Динамо» (Бухарест) | «Штутгарт»                | Завершив кар'єру | 73 (16)      |
| Даніель Флоря   | захисник    | 2001—2004 | «Динамо» (Бухарест) | АПОЕЛ                     | Завершив кар'єру | 58 (1)       |
| Флавіус Стойкан | захисник    | 2003—2007 | «Динамо» (Бухарест) | «Металіст»                | Завершив кар'єру | 48 (1)       |
| Маріан Аліуце   | півзахисник | 2000—2002 | «Шериф»             | «Стяуа»                   | Завершив кар'єру | 47 (1)       |
| Космін Беркеуан | півзахисник | 2004—2008 | «Динамо» (Бухарест) | ОФІ                       | Завершив кар'єру | 21 (1)       |
| Маріан Саву     | нападник    | 2000—2001 | «Прогресул»         | «Металург» (Донецьк)      | Завершив кар'єру | 7 (3)        |
| Даніел Кіріце   | захисник    | 2002      | «Рапід»             | «Зеніт» (Санкт-Петербург) | Завершив кар'єру | 1 (0)        |

### Сербія
| Ім'я             | Позиція     | Період    | Попередній клуб      | Наступний клуб       | Теперішній клуб  | УПЛ     | КУ     | ЄК     | ІТ    | Загалом  |
| ---------------- | ----------- | --------- | -------------------- | -------------------- | ---------------- | ------- | ------ | ------ | ----- | -------- |
| Ігор Дуляй       | півзахисник | 2004—2010 | «Партизан»           | «Севастополь»        | Завершив кар'єру | 118 (5) | 25 (1) | 47 (0) | 4 (0) | 194 (6)  |
| Звонимир Вукич   | півзахисник | 2003—2008 | «Партизан»           | «Москва»             | Завершив кар'єру | 73 (12) | 13 (4) | 19 (4) | 1 (0) | 106 (20) |
| Ненад Лалатович  | захисник    | 2002—2006 | «Црвена Звезда»      | «Земун»              | Завершив кар'єру | 15 (0)  | ?      | ?      | 0 (0) | 15 (0)   |
| Милан Йованович  | нападник    | 2003—2004 | «Воєводина»          | «Локомотив» (Москва) | Завершив кар'єру | 6 (1)   | 3 (1)  | 0 (0)  | 0 (0) | 9 (2)    |
| Предраг Оцоколич | захисник    | 2002      | «Обилич»             | «Обилич»             | Завершив кар'єру | 1 (0)   | 0 (0)  | 0 (0)  | 0 (0) | 1 (0)    |
| → Боян Незірі    | захисник    | 2003      | «Металург» (Донецьк) | «Металург» (Донецьк) | Завершив кар'єру | 0 (0)   | 0 (0)  | 0 (0)  | 0 (0) | 0 (0)    |

### Словенія
| Ім'я            | Позиція  | Період | Попередній клуб | Наступний клуб | Теперішній клуб  | УПЛ   | КУ    | ЄК    | ІТ    | Загалом |
| --------------- | -------- | ------ | --------------- | -------------- | ---------------- | ----- | ----- | ----- | ----- | ------- |
| Муамер Вугдалич | захисник | 2001   | «Марибор»       | «Марибор»      | Завершив кар'єру | 4 (0) | 0 (0) | 0 (0) | 0 (0) | 4 (0)   |

### Туреччина
| Ім'я         | Позиція  | Період    | Попередній клуб | Наступний клуб | Теперішній клуб  | УПЛ    | КУ    | ЄК    | ІТ    | Загалом |
| ------------ | -------- | --------- | --------------- | -------------- | ---------------- | ------ | ----- | ----- | ----- | ------- |
| Толга Сейхан | захисник | 2005—2008 | «Трабзонспор»   | «Коджаеліспор» | Завершив кар'єру | 16 (0) | 0 (0) | 5 (0) | 0 (0) | 21 (0)  |

### Хорватія
| Ім'я            | Позиція  | Період              | Попередній клуб      | Наступний клуб                   | Теперішній клуб  | УПЛ      | КУ      | ЄК      | ІТ     | Загалом  |
| --------------- | -------- | ------------------- | -------------------- | -------------------------------- | ---------------- | -------- | ------- | ------- | ------ | -------- |
| Дарійо Срна     | захисник | 2003—2018           | «Хайдук»             | «Кальярі»                        | Завершив кар'єру | 339 (33) | 48 (6)  | 136 (9) | 13 (1) | 536 (49) |
| Едуардо         | нападник | 2010—2014 2015—2016 | «Арсенал» «Фламенгу» | «Фламенгу» «Атлетіку Паранаенсі» | Завершив кар'єру | 110 (38) | 21 (10) | 40 (9)  | 2 (0)  | 173 (57) |
| Стипе Плетикоса | воротар  | 2003—2007           | «Хайдук»             | «Спартак»                        | Завершив кар'єру | 32 (0)   | 2 (0)   | 7 (0)   | 0 (0)  | 41 (0)   |

### Чехія
| Ім'я          | Позиція  | Період    | Попередній клуб | Наступний клуб | Теперішній клуб  | УПЛ     | КУ     | ЄК     | ІТ    | Загалом  |
| ------------- | -------- | --------- | --------------- | -------------- | ---------------- | ------- | ------ | ------ | ----- | -------- |
| Томаш Гюбшман | захисник | 2004—2014 | «Спарта»        | «Яблонець»     | Завершив кар'єру | 167 (4) | 29 (2) | 79 (4) | 7 (0) | 282 (10) |
| Ян Лаштувка   | воротар  | 2004—2009 | «Банік»         | «Дніпро»       | «Гавіржов»       | 37 (0)  | 3 (0)  | 17 (0) | 3 (0) | 60 (0)   |

## Азія

### Таджикистан
| Ім'я          | Позиція | Період | Попередній клуб | Наступний клуб | Теперішній клуб    | Матчі (Голи) |
| ------------- | ------- | ------ | --------------- | -------------- | ------------------ | ------------ |
| Хусрав Тоіров | вінгер  | 2023-  | «Атирау»        |                | «Шахтар» (Донецьк) | 0 (0)        |

### Узбекистан
| Ім'я          | Позиція  | Період | Попередній клуб       | Наступний клуб   | Теперішній клуб  | Матчі (Голи) |
| ------------- | -------- | ------ | --------------------- | ---------------- | ---------------- | ------------ |
| Руслан Узаков | захисник | 1993   | «Торпедо» (Запоріжжя) | «Шахтар» (Шахти) | Завершив кар'єру | 3 (0)        |

## Африка

### Буркіна-Фасо
| Ім'я           | Позиція  | Період | Попередній клуб | Наступний клуб | Теперішній клуб    | УПЛ     | КУ    | ЄК     | ІТ    | Загалом |
| -------------- | -------- | ------ | --------------- | -------------- | ------------------ | ------- | ----- | ------ | ----- | ------- |
| Лассіна Траоре | нападник | 2021—  | «Аякс»          | —              | «Шахтар» (Донецьк) | 57 (17) | 3 (1) | 22 (2) | 1 (2) | 83 (22) |

### Нігерія
| Ім'я              | Позиція  | Період              | Попередній клуб          | Наступний клуб                   | Теперішній клуб  | УПЛ     | КУ     | ЄК      | ІТ    | Загалом  |
| ----------------- | -------- | ------------------- | ------------------------ | -------------------------------- | ---------------- | ------- | ------ | ------- | ----- | -------- |
| Джуліус Агахова   | нападник | 2000—2007 2009—2012 | «Есперанс» «Кайсеріспор» | «Віган Атлетік» Завершив кар'єру | Завершив кар'єру | 99 (33) | 25 (9) | 43 (10) | 2 (0) | 169 (52) |
| Айзек Окоронкво   | захисник | 2000—2003           | «Шериф»                  | «Вулвергемптон Вондерерз»        | Завершив кар'єру | 53 (0)  | ?      | ?       | ?     | 53 (0)   |
| Оларенважу Кайоде | нападник | 2018—2023           | «Манчестер Сіті»         | «Генчлербірлігі»                 | «Шанлиурфаспор»  | 16 (3)  | 4 (1)  | 4 (0)   | 0 (0) | 24 (4)   |
| Еммануель Окодува | нападник | 2006                | «Арсенал» (Київ)         | «Металург» (Донецьк)             | Завершив кар'єру | 3 (0)   | 0 (0)  | 1 (0)   | 0 (0) | 4 (0)    |

### Сенегал
| Ім'я         | Позиція  | Період    | Попередній клуб | Наступний клуб | Теперішній клуб  | УПЛ    | КУ | ЄК | ІТ | Загалом |
| ------------ | -------- | --------- | --------------- | -------------- | ---------------- | ------ | -- | -- | -- | ------- |
| Ассан Н'Діає | захисник | 2001—2004 | «Жанна д'Арк»   | «Діараф»       | Завершив кар'єру | 57 (4) | ?  | ?  | ?  | 57 (4)  |

## Південна Америка

### Аргентина
| Ім'я                 | Позиція  | Період    | Попередній клуб  | Наступний клуб | Теперішній клуб | УПЛ     | КУ     | ЄК     | ІТ    | Загалом  |
| -------------------- | -------- | --------- | ---------------- | -------------- | --------------- | ------- | ------ | ------ | ----- | -------- |
| Факундо Феррейра     | нападник | 2013—2018 | «Велес Сарсфілд» | «Бенфіка»      | «Тігре»         | 74 (43) | 11 (6) | 29 (8) | 1 (2) | 115 (59) |
| Густаво Бланко Лещук | нападник | 2017—2019 | «Карпати»        | «Антальяспор»  | «Естеґлал»      | 28 (5)  | 3 (2)  | 2 (1)  | 0 (0) | 33 (8)   |

### Болівія
| Ім'я           | Позиція  | Період    | Попередній клуб | Наступний клуб | Теперішній клуб  | УПЛ    | КУ    | ЄК     | ІТ    | Загалом |
| -------------- | -------- | --------- | --------------- | -------------- | ---------------- | ------ | ----- | ------ | ----- | ------- |
| Марсело Морено | нападник | 2008—2011 | «Крузейро»      | «Греміо»       | Завершив кар'єру | 32 (7) | 4 (4) | 10 (0) | 0 (0) | 46 (11) |

### Бразилія
| Ім'я                 | Позиція     | Період              | Попередній клуб              | Наступний клуб                  | Теперішній клуб       | УПЛ      | КУ      | ЄК      | ІТ    | Загалом   |
| -------------------- | ----------- | ------------------- | ---------------------------- | ------------------------------- | --------------------- | -------- | ------- | ------- | ----- | --------- |
| Тайсон               | півзахисник | 2013—2021           | «Металіст»                   | «Інтернасьйонал»                | «ПАОК»                | 182 (37) | 30 (6)  | 80 (11) | 7 (1) | 299 (55)  |
| Марлос               | півзахисник | 2014—2021           | «Металіст»                   | «Атлетіку Паранаенсі»           | Завершив кар'єру      | 179 (59) | 22 (4)  | 78 (11) | 8 (1) | 287 (75)  |
| Фернандінью          | півзахисник | 2005—2013           | «Атлетіку Паранаенсі»        | «Манчестер Сіті»                | «Атлетіку Паранаенсі» | 184 (31) | 22 (8)  | 71 (13) | 7 (1) | 284 (53)  |
| Жадсон               | півзахисник | 2005—2012           | «Атлетіку Паранаенсі»        | «Сан-Паулу»                     | Завершив кар'єру      | 173 (41) | 22 (5)  | 73 (17) | 6 (1) | 274 (64)  |
| Луїс Адріану         | нападник    | 2007—2015           | «Інтернасьйонал»             | «Мілан»                         | без клубу             | 163 (76) | 34 (16) | 64 (32) | 6 (3) | 266 (128) |
| Ісмаїлі              | захисник    | 2013—2022           | «Брага»                      | «Лілль»                         | «Лілль»               | 149 (13) | 19 (0)  | 54 (3)  | 6 (0) | 228 (16)  |
| Алекс Тейшейра       | півзахисник | 2010—2015           | «Васко да Гама»              | «Цзянсу Сунін»                  | «Васко да Гама»       | 146 (67) | 25 (10) | 47 (12) | 5 (0) | 223 (89)  |
| Дуглас Коста         | півзахисник | 2010—2015           | «Греміо»                     | «Баварія»                       | «Сідней»              | 141 (29) | 19 (2)  | 38 (6)  | 4 (1) | 202 (38)  |
| Вілліан              | півзахисник | 2007—2013           | «Корінтіанс»                 | «Анжи»                          | «Олімпіакос»          | 140 (20) | 24 (6)  | 53 (10) | 4 (1) | 221 (37)  |
| Брандау              | нападник    | 2002—2009           | «Іраті»                      | «Олімпік» (Марсель)             | Завершив кар'єру      | 140 (65) | 24 (11) | 53 (15) | 3 (0) | 220 (91)  |
| Дентіньйо            | півзахисник | 2011—2021           | «Корінтіанс»                 | «Сеара»                         | «Амазонас»            | 137 (23) | 24 (3)  | 31 (3)  | 3 (0) | 197 (29)  |
| Алан Патрік          | півзахисник | 2011—2022           | «Сантус»                     | «Інтернасьйонал»                | «Інтернасьйонал»      | 123 (17) | 12 (1)  | 39 (6)  | 4 (2) | 178 (26)  |
| Ілсінью              | півзахисник | 2007—2010 2012—2015 | «Сан-Паулу» «Інтернасьйонал» | «Сан-Паулу» «Філадельфія Юніон» | Завершив кар'єру      | 109 (17) | 22 (3)  | 42 (3)  | 3 (0) | 176 (23)  |
| Бернард              | півзахисник | 2013—2018           | «Атлетіку Мінейру»           | «Евертон»                       | «Атлетіку Мінейру»    | 96 (14)  | 15 (7)  | 43 (6)  | 3 (1) | 157 (28)  |
| Фред                 | півзахисник | 2013—2018           | «Інтернасьйонал»             | «Манчестер Юнайтед»             | «Фенербахче»          | 101 (10) | 12 (0)  | 39 (2)  | 3 (3) | 155 (15)  |
| Франселіну Матузалем | півзахисник | 2004—2007           | «Брешія»                     | «Реал Сарагоса»                 | Завершив кар'єру      | 68 (25)  | 14 (3)  | 33 (7)  | 3 (0) | 118 (35)  |
| Тете                 | півзахисник | 2019—2023           | «Греміо»                     | «Галатасарай»                   | «Панатінаїкос»        | 75 (25)  | 4 (2)   | 27 (4)  | 2 (0) | 108 (31)  |
| Жуніор Мораес        | нападник    | 2018—2022           | «Динамо» (Київ)              | «Корінтіанс»                    | Завершив кар'єру      | 72 (46)  | 4 (3)   | 27 (12) | 3 (1) | 106 (62)  |
| Маркос Антоніо       | півзахисник | 2019—2022           | «Ештуріл-Прая»               | «Лаціо»                         | «Лаціо»               | 69 (5)   | 5 (2)   | 28 (2)  | 2 (0) | 104 (9)   |
| Майкон               | півзахисник | 2018—               | «Корінтіанс»                 | —                               | «Шахтар» (Донецьк)    | 65 (7)   | 3 (0)   | 29 (1)  | 1 (0) | 98 (8)    |
| Додо                 | захисник    | 2018—2022           | «Корітіба»                   | «Фіорентіна»                    | «Фіорентіна»          | 62 (3)   | 3 (0)   | 30 (2)  | 2 (0) | 97 (5)    |
| Елано                | півзахисник | 2005—2007           | «Сантус»                     | «Манчестер Сіті»                | Завершив кар'єру      | 49 (14)  | 5 (1)   | 23 (7)  | 0 (0) | 77 (22)   |
| Веллінгтон Нем       | півзахисник | 2013—2020           | «Флуміненсе»                 | «Форталеза»                     | без клубу             | 47 (9)   | 15 (3)  | 12 (0)  | 1 (0) | 75 (12)   |
| Фернандо Педро       | нападник    | 2018—2022           | «Палмейрас»                  | «Ред Булл»                      | «Ред Булл»            | 51 (9)   | 3 (1)   | 13 (2)  | 2 (0) | 69 (12)   |
| Фернандо             | півзахисник | 2013—2015           | «Греміо»                     | «Сампдорія»                     | «Аль-Джазіра»         | 27 (2)   | 7 (1)   | 12 (0)  | 1 (0) | 47 (3)    |
| Педріньйо            | півзахисник | 2021—               | «Бенфіка»                    | —                               | «Шахтар» (Донецьк)    | 26 (4)   | 1 (0)   | 9 (1)   | 1 (0) | 37 (5)    |
| Вітао                | захисник    | 2019—2024           | «Палмейрас»                  | «Інтернасьйонал»                | «Інтернасьйонал»      | 23 (0)   | 0 (0)   | 12 (0)  | 1 (0) | 36 (0)    |
| Марсіо Асеведо       | захисник    | 2014—2018           | «Металіст»                   | «Атлетіку Паранаенсі»           | Завершив кар'єру      | 16 (0)   | 3 (0)   | 9 (0)   | 0 (0) | 28 (0)    |
| Жуан Батіста         | півзахисник | 2004—2005           | «Галатасарай»                | «Коньяспор»                     | Завершив кар'єру      | 11 (0)   | 7 (0)   | 1 (0)   | 1 (0) | 25 (0)    |
| Леонардо             | захисник    | 2005—2013           | «Сантус»                     | «Атлетіку Гоянієнсі»            | Завершив кар'єру      | 16 (0)   | 7 (0)   | 1 (0)   | 1 (0) | 25 (0)    |
| Маркіньйос Сіпріано  | півзахисник | 2018—2023           | «Сан-Паулу»                  | «Аваї»                          | «Сьйон»               | 25 (1)   | 0 (0)   | 0 (0)   | 0 (0) | 25 (0)    |
| Марлон Сантос        | захисник    | 2021—               | «Сассуоло»                   | —                               | «Шахтар» (Донецьк)    | 12 (0)   | 0 (0)   | 9 (0)   | 1 (0) | 22 (0)    |
| Майкон               | нападник    | 2012—2014           | «Волинь»                     | —                               | Загинув               | 6 (1)    | 0 (0)   | 0 (0)   | 0 (0) | 6 (1)     |
| Бруно Ренан          | півзахисник | 2010—2014           | «Вільярреал»                 | «Пелотас»                       | Завершив кар'єру      | 1 (0)    | 1 (0)   | 0 (0)   | 0 (0) | 2 (0)     |
| → Іван Соуза         | захисник    | 2005                | «Атлетіку Паранаенсі»        | «Атлетіку Паранаенсі»           | Завершив кар'єру      | 1 (0)    | 0 (0)   | 0 (0)   | 0 (0) | 1 (0)     |

### Парагвай
| Ім'я            | Позиція  | Період    | Попередній клуб   | Наступний клуб | Теперішній клуб  | УПЛ   | КУ    | ЄК    | ІТ    | Загалом |
| --------------- | -------- | --------- | ----------------- | -------------- | ---------------- | ----- | ----- | ----- | ----- | ------- |
| → Педро Бенітес | захисник | 2004—2005 | «Серро Портеньйо» | «Лібертад»     | Завершив кар'єру | 0 (0) | 0 (0) | 0 (0) | 0 (0) | 0 (0)   |

### Уругвай
| Ім'я            | Позиція  | Період    | Попередній клуб | Наступний клуб       | Теперішній клуб  | УПЛ   | КУ    | ЄК    | ІТ    | Загалом |
| --------------- | -------- | --------- | --------------- | -------------------- | ---------------- | ----- | ----- | ----- | ----- | ------- |
| Даміан Родрігес | захисник | 2002—2003 | «Насьйональ»    | «Дорадос де Сіналоа» | Завершив кар'єру | 8 (1) | 0 (0) | 1 (0) | 0 (0) | 9 (1)   |

## Північна Америка

### Мексика
| Ім'я           | Позиція  | Період    | Попередній клуб | Наступний клуб | Теперішній клуб  | УПЛ    | КУ    | ЄК    | ІТ    | Загалом |
| -------------- | -------- | --------- | --------------- | -------------- | ---------------- | ------ | ----- | ----- | ----- | ------- |
| Нері Кастільйо | нападник | 2007—2011 | «Олімпіакос»    | «Аріс»         | Завершив кар'єру | 12 (1) | 1 (0) | 5 (1) | 0 (0) | 18 (2)  |